# 刘宝 (植物学家)
刘宝，东北师范大学生命科学学院教授，主要从事植物远缘杂交、异源多倍体基因组进化和作物新种质创新与遗传改良等方面的研究。入选中华人民共和国教育部第七批"长江学者"特聘教授。